# حافظه ئی‌سی‌سی

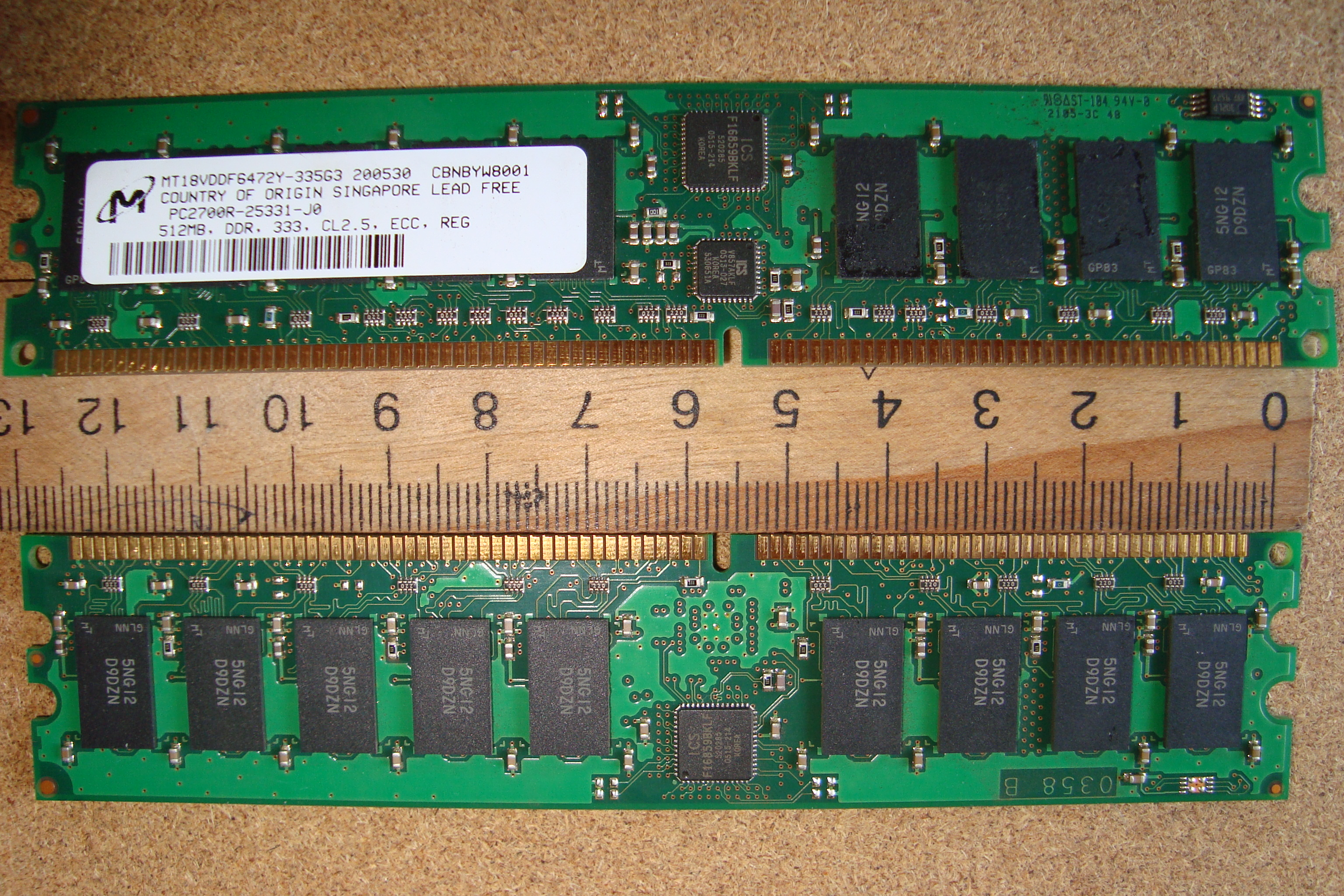
حافظه ئی‌سی‌سی در هر طرف ۹ تراشه دارد، در مقایسه با یک حافظه غیر ئی‌سی‌سی که ۸ تراشه دارد

حافظه ئی‌سی‌سی (به انگلیسی: ECC memory) (برگرفته از Error Checking & Correction) نوعی از دستگاه‌های ذخیره‌سازی داده در رایانه است که قادر است بیشتر انواع مختلف خرابی داده‌ها را تشخیص داده و رفع کند. این نوع حافظه‌ها بیشتر در جاهایی استفاده می‌شوند که تحت هیچ شرایطی نباید داده‌ها آسیب ببینند، از جمله رایانه‌هایی که برای پردازش‌های علمی و مالی مورد استفاده قرار می‌گیرند.
در این نوع حافظه‌ها تک‌تک بیت‌ها از خطر دستکاری شدن و تغییر یافتن در امان هستند و داده‌هایی که از هر کلمه خوانده می‌شود، همیشه با داده‌هایی که در آن کلمه نوشته شده‌اند یکسان هستند، حتی اگر یکی یا تعدادی از بیت‌های ذخیره‌شده، تغییر حالت داده باشند. بسیاری از حافظه‌های غیر ئی‌سی‌سی توانایی تشخیص خطا را ندارند، هرچند که برخی از انواع حافظه‌های غیر ئی‌سی‌سی با استفاده از بیت پاریتی توانایی کشف خطا را دارند، اما نمی‌توانند ان را اصلاح کنند.